# Soera De Demonen

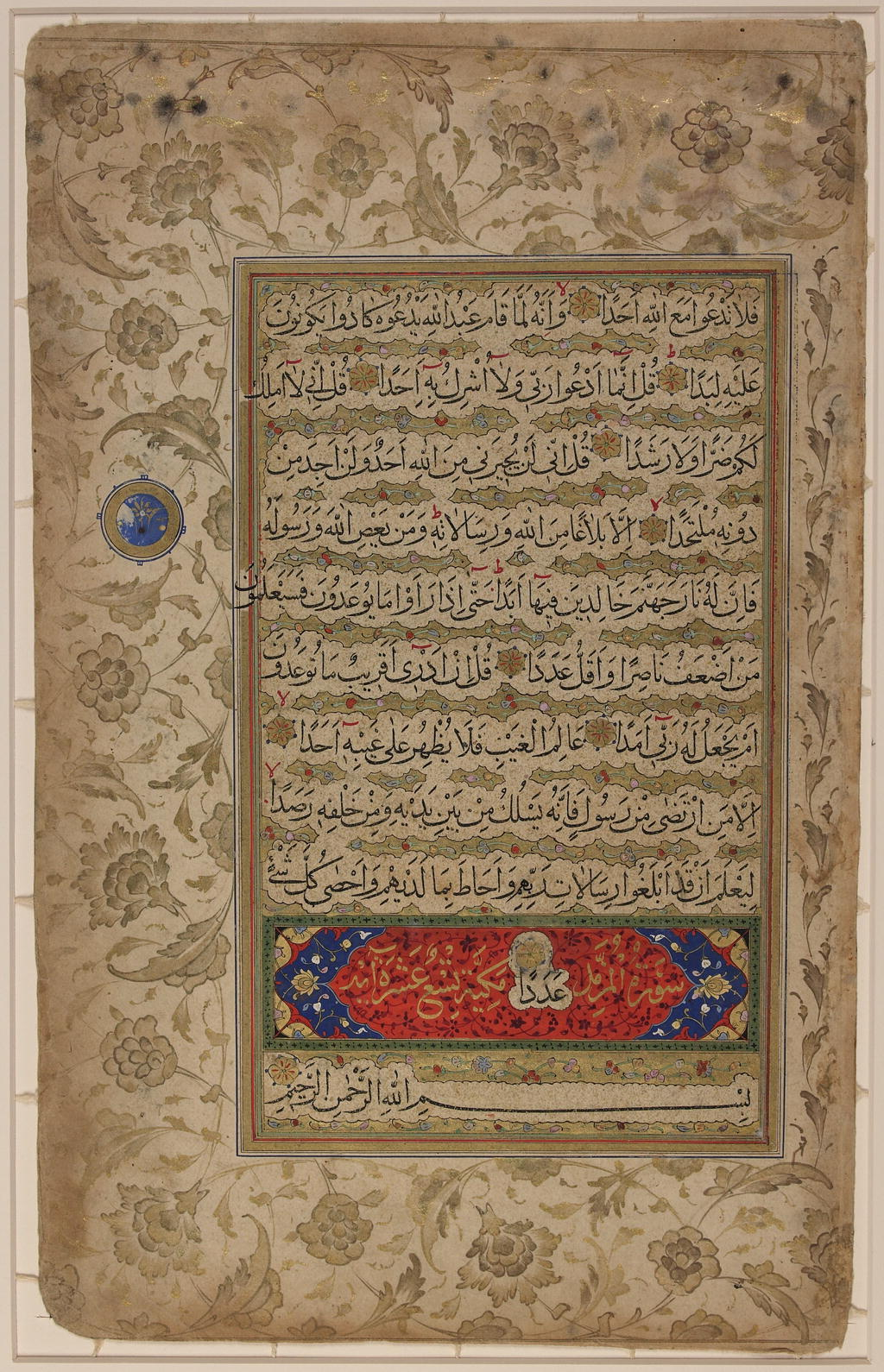
Soera De Demonen, ca. 1550-1600

Soera De Demonen is een soera van de Koran.
De soera is vernoemd naar de djinns die in de eerste aya genoemd worden. Volgens deze soera bekeerden zij zich tot de islam, nadat zij Gods dienaar hadden gehoord.

## Duiding
Gods dienaar is Mohammed. Het zou om een aantal djinns gaan die hem hebben horen prediken toen Mohammed terugkeerde van Taif in 621.